# Cincérfélék

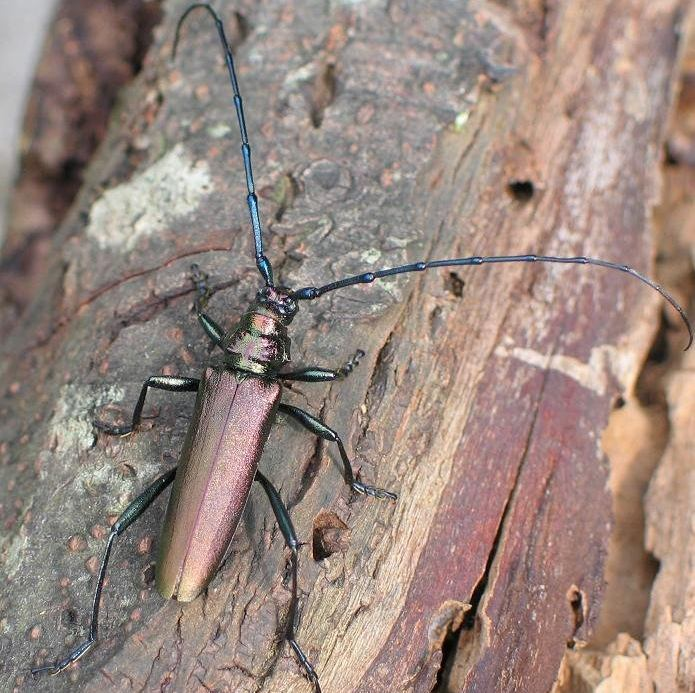
Pézsmacincér (Aromia moschata)

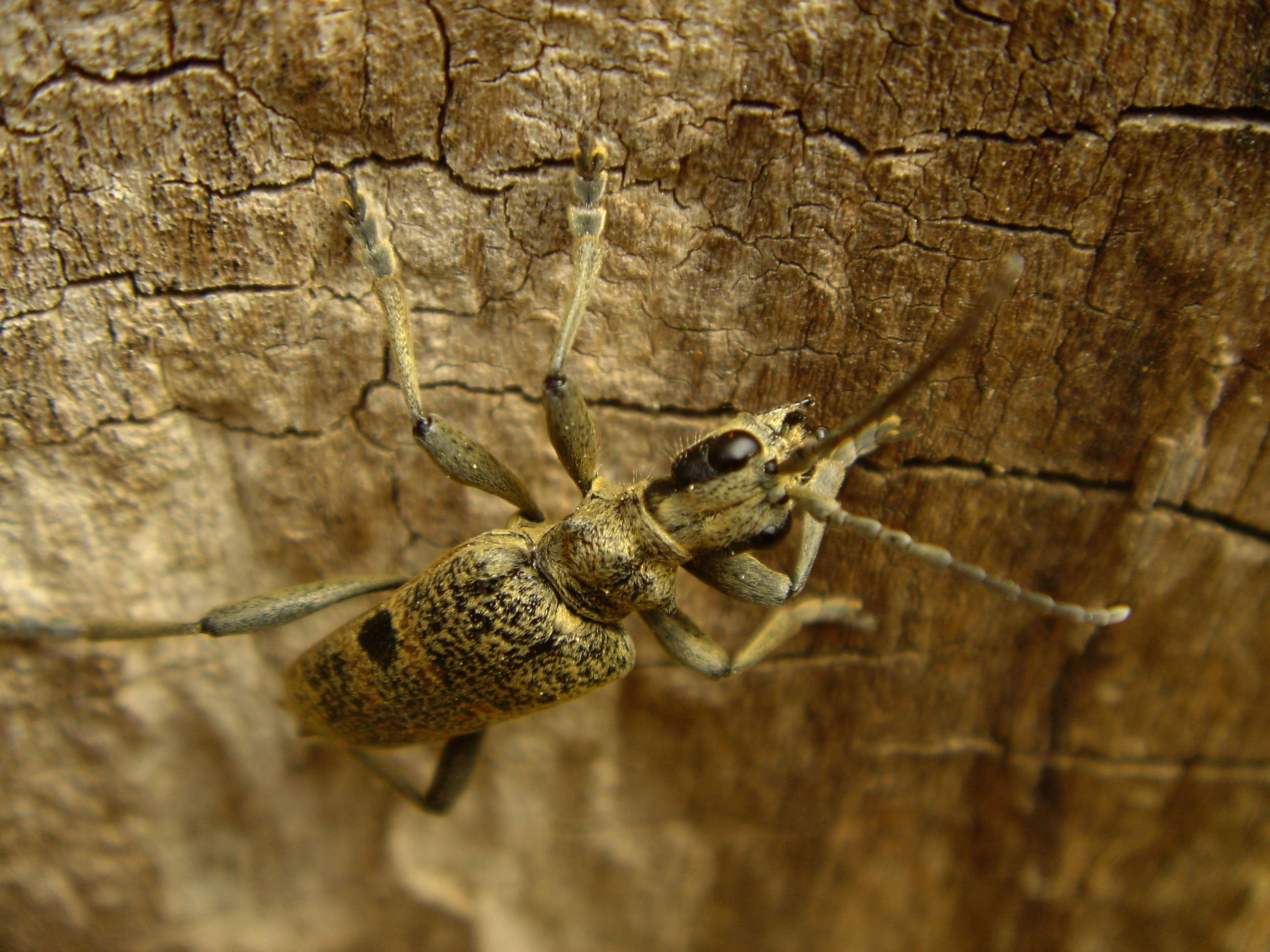
Cser-tövisescincér (Rhagium mordax)

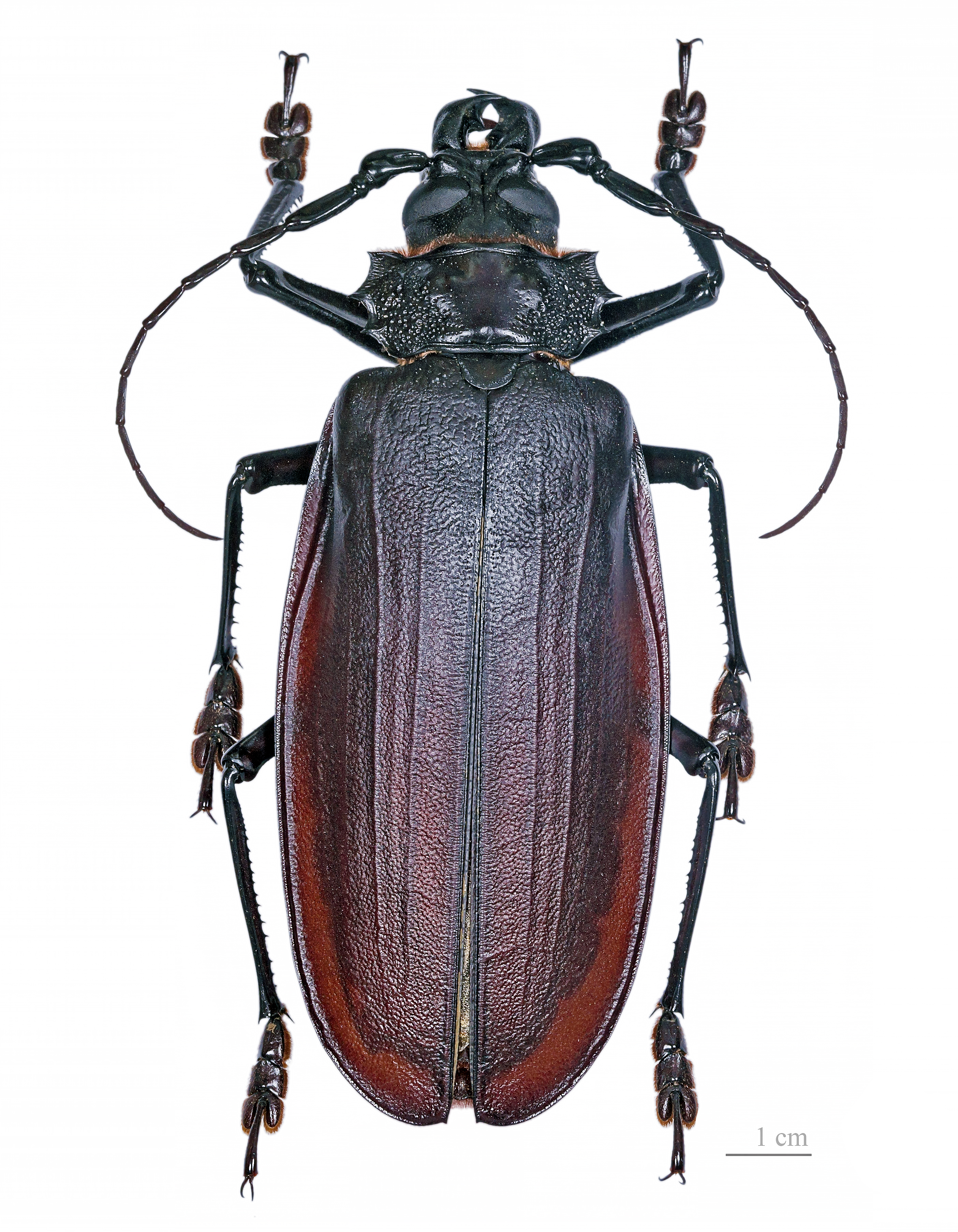
Óriáscincér (Titanus giganteus) - csápok nélkül 15 centiméter hosszú

A cincérfélék (Cerambycidae) a rovarok (Insecta) osztályának bogarak (Coleoptera) rendjébe, ezen belül a mindenevő bogarak (Polyphaga) alrendjébe tartozó család. Magyar nevüket onnan kapták, hogy zavarás esetén cincogó-ciripelő hangot hallatnak.

## Előfordulásuk
A cincérféléknek körülbelül 25 000 faja ismert; fajaik minden kontinensen előfordulnak, Antarktika kivételével. Különösen sok fajuk él a trópusokon. Közép- és Észak-Európában 250, a Brit-szigeteken pedig 60 faj él. Sok faj kifejezetten ritkának számít. Számos cincérfajt Európában törvények védenek. A trópusokon élő fajokat leginkább élőhelyük zsugorodása veszélyezteti. A cincérfélék családjába 216 magyarországi faj tartozik. A rovarászok körében a cincérek igen népszerűek, ezért hazai fajaik életmódját is viszonylag jól ismerjük.

## Megjelenésük
E rovarok hossza Európában legfeljebb 60 milliméter, a trópusokon nagyobb. A cincérek teste hosszúkás és enyhén lapított, de vannak zömök vagy hengeres alkatú fajok is. Élénk mozgású bogarak. Sok faj élénk színekben pompázik, és változatos minták díszítik őket, míg más fajok egyszerű színezetűek. A nagyon színes fajok teste mérget vagy keserű ízű anyagokat tartalmaz. Mintázatuk néha aposzematikus, vagyis veszélyes vagy kellemetlen ízű rovarokat, például redősszárnyú darazsakat (Vespidae) vagy hajnalbogárféléket (Lycidae) utánoznak (mimikri). Más fajok mintázata a környezetükre (például zuzmós fakéregre vagy madárürülékre) hasonlít (álcázás).
A cincérfélék szárnyfedője általában betakarja a hátulsó pár szárnyat, de néha megrövidült; az ilyen fajok fürkészdarazsakra hasonlítanak. Egyes cincérfélék egyáltalán nem tudnak repülni. Lábfejükön két-két karom van. Rágó szájszervük erős, a bogarak képesek megrágni a kemény fát. A csáp 11 ízből áll, és rendszerint hosszabb, mint az állat teste; a hímek csápja hosszabb, mint a nőstényeké. A bogár a csápjával tapogat, és a környezet illatanyagait is érzékeli. A cincérfélék csápjukat előretartva vagy oldalra hajlítva viselik; számos faj arra is felhasználja, hogy hanyatt esve, segítségével ismét talpra álljon. Mindkét nem tud ciripelni, amit ki is próbálhatunk, ha egy cincért ujjaink közé veszünk: előtorát a mellközép hátán elhelyezkedő reszelőlapon előre-hátra mozgatva, cirpelő hangot ad. Más fajok – a csőszcincérformák (Prioninae) tagjai – a hátulsó lábukat dörzsölik a szárnyfedő szegélyéhez.

## Életmódjuk
A cincérfajok nagy többségének lárvái élő vagy holt faanyagot esznek (szaproxilofágia); a kifejlett rovarok fák kifolyó nedvével, virágporral és nektárral táplálkoznak. Nagy számban akadnak azonban lágyszárúak gyökerében vagy szárában fejlődő fajok is; a gyalogcincérek lárvái pedig a talajban pázsitfűfélék gyökereit fogyasztják.

## Szaporodásuk
A cincérfélék fajtól függően 150-300 petét, egyesével vagy csomókban raknak le. A lárvák fejlődésének időtartama fajonként és területenként eltérő. A kifejlett bogarak (imágók) viszonylag rövid életűek.

## Rendszerezés
A családba az alábbi alcsaládok tartoznak:
- Anoplodermatinae
  - Lótetűcincér (Hypocephalus armatus)
- Apatophyseinae
- Hőscincérformák (Cerambycinae)
  - Bársonyos darázscincér (Plagionotus arcuatus)
  - Harlekincincér (Acrocinus longimanus)
  - Havasi cincér (Rosalia alpina)
  - Juhar-díszcincér (Anaglyptus mysticus)
  - Kis hőscincér (Cerambyx scopolii)
  - Nagy hőscincér (Cerambyx cerdo)
  - Pézsmacincér (Aromia moschata)
- Disteniinae
- Dorcasominae
- Takácscincérformák (Lamiinae)
  - Nagy daliáscincér (Acanthocinus aedilis) - a hímek csápja a testüknél 4-5-ször hosszabb
  - Gyászcincér (Morimus funereus)
  - Pusztai gyalogcincér (Carinatodorcadion fulvum cervae)
  - Szemfoltos cincér (Mesosa curculionoides)
  - Tetraopes femoratus
  - Wallace-cincér (Batocera wallacei)
- Fürkészcincérformák (Necydalinae)
  - Nagy fürkészcincér (Necydalis major)
- Oxypeltinae
- Parandrinae
- Philinae
- Csőszcincérformák (Prioninae)
  - Ácscincér (Ergates faber)
  - Csőszcincér (Prionus coriarius)
  - Óriáscincér (Titanus giganteus) - csápok nélkül 15 centiméter hosszú, lárvája 25 centiméter
  - Diófacincér (Megopis scabricornis)
  - Kecskecincér (Tragosoma depsarium)
- Félcincérformák (Spondylidinae)
  - Erdei félcincér (Spondylis buprestoides)
  - Romboló fenyőcincér (Tetropium castaneum)
- Virágcincérformák (Lepturinae)
  - Cser-tövisescincér (Rhagium mordax)
  - Változékony virágcincér (Pachytodes cerambyciformis)
  - Nyurga virágcincér (Strangalia attenuata)
- Vesperinae

## Magyarországon előforduló fajok
- Ácscincér (Ergates faber) (Linnaeus, 1761)
- Barna gyalogcincér (Dorcadion fulvum)
- Bársonyos darázscincér (Plagionotus arcuatus)
- Cser-tövisescincér (Rhagium mordax)
- Csőszcincér (Prionus coriarius) (Linnaeus, 1758)
- Diófacincér (Megopis scabricornis)
- Feketevégű karcsúcincér (Stenurella melanura)
- Fenyves-tövisescincér (Rhagium inquisitor)
- Havasi cincér (Rosalia alpina)
- Juhar-díszcincér (Anaglyptus mysticus)
- Nagy hőscincér (Cerambyx cerdo)
- Pézsmacincér (Aromia moschata)
- Pusztai gyalogcincér (Dorcadion fulvum cervae)
- Sárgafarú darázscincér (Plagionotus detritus)
- Szemfoltos cincér (Mesosa curculionoides)
- Tarka cincér (Aegomorphus clavipes)
- Tölgyes-tövisescincér (Rhagium sycophanta)
- Tűzpiros facincér (Pyrrhidium sanguineum)
- Változékony virágcincér (Pachytodes cerambyciformis)

## A szépirodalomban
József Attila Medáliákjának második versszaka így kezdődik „és fölnyujtottam ajkukhoz a fát, / a zöld cincért, a kígyót, a kovát, –”
Révay József Aranygyűrű című regénye XIX. fejezetének címe: A hőscincér. Borostyánba fagyott hőscincér látható egy ékszerésznél, Polla meg is vásárolná, de aztán jön Erucius ezredes...
Bálint Ágnes a „Szeleburdi család” című regényében a gyerekek szereznek cincérpondrót, és meg akarják várni, hogy cincér legyen belőle, de a pondró megszökik tőlük.